# Kostel svatého Jana Křtitele (Brenná)
Kostel svatého Jana Křtitele (německy Kirche des hl. Johannes des Täufers) v Brenné u Zákup v okrese Česká Lípa byl postaven v 18. století místo staršího dřevěného kostela. Přibližně od roku 2010 je kostel v havarijním stavu a neslouží proto svému účelu. V posledních letech je postupně pomalu opravován. Kostel je uveden na seznamu kulturních památek pod e.č. 31091/5 – 2856.

## Historie
V původně samostatné obci Brenná existoval od 14. století kostel dřevěný a byla u něj časem postavena i fara. Po jejím zrušení byl kostel přidán pod správu děkanské fary v 5 km vzdálených Zákupech.
Další kostel byl vystavěn v roce 1566 a znovuvysvěcen v roce 1621.
V době, kdy byla vlastníkem rozsáhlého zákupského panství bohatá a zbožná velkovévodkyně Anna Marie Františka Toskánská, nechala v Brenné postavit v letech 1723 až 1725 nový zděný kostel. Kostel z roku 1566 byl zbořen a jeho makovice byla roku 1727 usazena na věž nového kostela.
Stavbu, která je zřejmě dílem barokního architekta Václava Špačka, realizoval s pomocníky zednický mistr J. Cikán. Postupně byl kostel dovybaven zvony, oltářem, varhany a obrazy. Štukovaný oltář věnovala Anna Marie Františka Toskánská. Kazatelna byla přenesena z děkanského kostela v Zákupech.
V roce 1855 byla poblíž postavena nová fara a zřízen nový farní obvod zahrnující mimo Brenné i Vlčí Důl, Veselí a Heřmaničky. V roce 1863 byl kostel díky v Zákupech přebývajícímu excísaři Ferdinandovi I. zrenovován v novogotickém slohu a vybaven i novými varhanami a obrazy. V průběhu první světové války byly vídeňskou vládou zabaveny zvony.
Po odsunu německého obyvatelstva v roce 1945 kostel postupně zpustl. Vylidněná obec byla roku 1961 připojena k Zákupům. V roce 1990 bylo vybavení kostela rozkradeno, vyhořela věž a v roce 2003 se propadla střecha. Do dezolátního stavu se dostal celý areál, tedy i vstupní brány a přilehlé kaple.

## Postupná obnova

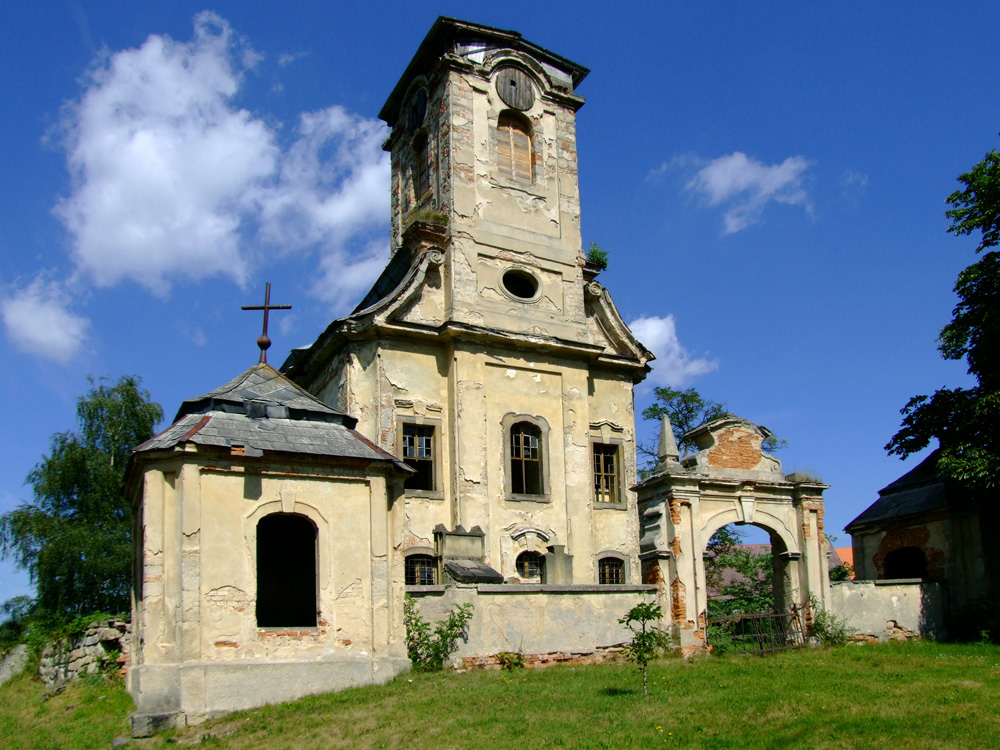
Stav brennského kostela roku 2010

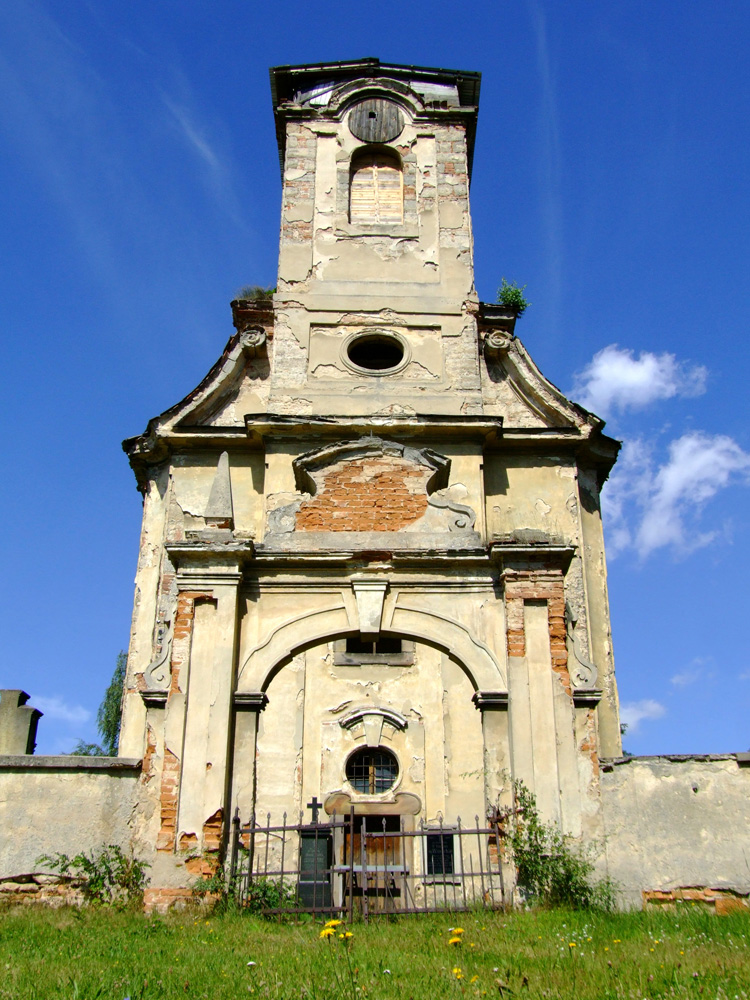
Kostel zpředu v roce 2010

Až v roce 2004 se podařilo sehnat z různých zdrojů peněžní prostředky a zahájit pozvolnou opravu stavby. V roce 2004 byl provizorně opraven strop a střecha. Na celkovou rekonstrukci bylo peněz málo. Do shánění peněz se zapojilo sdružení Drobné památky severních Čech, počátkem roku 2015 jej vystřídala farnost v Zákupech.

## Popis a vybavení stavby
Brennský barokní kostel je jednolodní stavba s věží a obdélníkovými okny.